# Modelka na medal
Modelka na medal – amerykańska komedia z 2000 roku na podstawie powieści Michaela Levine'a Janine & Alex, Alex & Janine.

## Główne role
- Maggie Lawson – Alex Burroughs/Janine Adams
- Jim Abele – Ted Burroughs
- Daniel Clark – Josh Burroughs
- Karen Hines – Monique
- Jesse Nilsson – Eric Singer
- Cody Gifford – Max Adams
- Justin Timberlake – Jason
- Kathie Lee Gifford – Deirdre
- Lisa Ng – Sharon
- Ramona Pringle – Mindy
- Michaël Lamport – Claude Z
- David Sparrow – Tony

## Fabuła
Janine i Alex to dwie nastolatki, które pochodzą z różnych światów. Pierwsza jest pewna siebie, piękna i przebojowa, druga to "szara myszka" – nieśmiała, cicha, poniżana przez kolegów, jest zakochana w szkolnym przystojniaku Ericu. Obie te dziewczyny łączy to, że są do siebie podobne fizycznie. Janine jest już zmęczona popularnością i ciągłą dietą. Spędza wieczór na przyjęciu w restauracji. Tam poznaje Alex, która usługuje gościom. Korzystając z nieobecności matki, Janine proponuje Alex zamianę miejsc. 